# Quyết u
Ráng bình chu hoặc quyết u (danh pháp khoa học: Plagiogyria) là một chi dương xỉ thuộc họ Plagiogyriaceae. Các loài dương xỉ trong chi này có hai loại lá lược, loại hữu sinh dài hơn loại vô sinh. Các loài dương xỉ này có ở các khu đất rừng ở khu vực đồi núi của các vùng nhiệt đới và cận nhiệt đới, chủ yếu là ở châu Á - tuy nhiên cũng hiện diện ở châu Mỹ.
Chi có khoảng 50 loài (theo Flora of Taiwan. Các tài liệu thực vật học khác ghi nhận số lượng ít hơn) trong số đó các loài sau được Sách đỏ IUCN xếp loại nguy cấp:
- Plagiogyria assurgens, H.Christ

## Hình ảnh

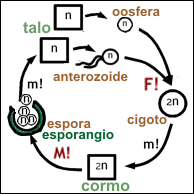